# Giuseppe Valdengo
Giuseppe Valdengo, né le 24 mai 1914 à Turin et mort le 3 octobre 2007 à Aoste, est un baryton italien, particulièrement associé aux opéras de Giuseppe Verdi.

## Biographie
Valdengo étudie d'abord le violoncelle et le hautbois dans sa ville natale, avant de se tourner vers le chant avec Michele Accoriuti. Il débute à Alessandria en 1936, en Figaro du Barbier de Séville, il parait à Parme et à La Scala de Milan de 1941 à 1943, où il débute en Germont, puis la guerre interrompt sa carrière.
Après la guerre il vient en Amérique et débute au New York City Opera en 1946, en Sharpless. L'année suivante voit ses débuts au San Francisco Opera en Valentin, et au Metropolitan Opera de New York, en Tonio, où il chantera jusqu'en 1954. Il est alors choisi par Arturo Toscanini pour les enregistrements désormais célèbres de la NBC, des opéras Otello (1947), Aida (1949), et Falstaff (1950).
Bien qu'il se produise essentiellement en Amérique du Nord et du Sud, il parait néanmoins à Paris en 1953, en Rigoletto, et à Glyndebourne en 1955, en Don Giovanni, tout en retournant régulièrement en Italie.
Il prête sa voix au personnage d'Antonio Scotti, dans le rôle du Baron Scarpia de la Tosca dans le film The Great Caruso, avec Mario Lanza. Il se retire de la scène en 1966 et enseigne à Turin.
Valdengo possédait une voix typiquement piémontaise, sombre et à la diction incisive d'une grande efficacité dramatique, bien qu'il ait chanté tout le répertoire italien de Mozart aux véristes, il demeure surtout lié à ses exécutions verdiennes. Il a publié ses mémoires « Ho cantato con Toscanini » en 1962.

## Interprétations Notables Enregistrées
- Giuseppe Verdi : Falstaff : avec Giuseppe Valdengo (Falstaff), Herva Nelli (Alice), Nan Merriman (Meg), Franck Guarrera (Ford), Teresa Stich-Randall (Nannetta), Orchestre symphonique de la NBC. Direction: Arturo Toscanini
- Giuseppe Verdi : Aïda : Herva Nelli (Aïda), Richard Tucker (Radamès), Eva Gustavson (Amnéris), Giuseppe Valdengo (Amonasro), Norman Scott (Ramphis), Dennis Harbour (Pharaon), Teresa Stich-Randall (Une prêtresse), Virginio Assandri (Un messager). Orchestre symphonique de la NBC. Direction : Arturo Toscanini
- Giuseppe Verdi : Otello : Ramon Vinay (Otello), Herva Nelli (Desdémone), Giuseppe Valdengo (Iago), Nan Merriman (Emilia), Virginio Assandri (Casio), Lesli Chabay (Roderigo), Nicola Moscona (Lodavico), Arthur Newman (Montano). Orchestre symphonique de la NBC. Direction : Arturo Toscanini
- Giaccomo Puccini : Turandot :  Gianfranco Cecchele (Calaf), Anna de Cavalieri (Turandot), Lydia Marimpietri (Liù), Giuseppe Valdengo (Ping), Mario Carlin (Pang), Tommaso Frascati (Pong), Elio Castellano (Timur), Mario Binci (Altoum), Orchestre de la RAI. Direction Ferruccio Scaglia
- Wolfgang Amadeus Mozart : Don Giovanni : Giuseppe Valdengo (D.Giovanni), Birgit Nilsson (Dn. Anna), Anton Dermota (D.Ottavio), Sena Jurinac (Dn. Elvira), Sesto Bruscantini (Leporello), Gotlob Frick (Le Commandeur), Walter Berry (Masetto), Alda Noni (Zerlina). Théâtre de San Carlo (Naples). Direction : Karl Böhm
- Gioacchino Rossini : Le Barbier de Séville : Piero Cappuccilli (Figaro), Antonio Cucuccio (Il Conte Almaviva), Margherita Guglielmi (Rosina), Giuseppe Valdengo (Dr. Bartolo), Silvano Pagliuca (Don Basilio), Gabriella Schubert (Berta), Orazio Mori (Fiorello). Orchestre de chambre de Prague. Direction : Giacomo Zani

## Sources
- Harold Rosenthal, John Warrack, Roland Mancini et Jean-Jacques Rouveroux, Guide de l'opéra, Paris, Fayard, coll. « Les indispensables de la musique », 1995, 968 p. (ISBN 978-2-213-59567-2)